# Национальный профсоюзный центр
Национальный профсоюзный центр — ассоциация профессиональных союзов, представляющая свои членские организации на национальном уровне. 
Национальные профсоюзные центры могут входить в международные и региональные отраслевые и межотраслевые профсоюзные объединения, такие как Международная конфедерация профсоюзов, Европейская конфедерация профсоюзов, Международная федерация транспортных рабочих.
Крупнейшими национальными профсоюзными центрами, входящими в Международную конфедерацию профсоюзов, являются Индийский национальный конгресс профсоюзов и Хинд Маздур Сабха из Индии, Федерация независимых профсоюзов России, Американская федерация труда — Конгресс производственных профсоюзов, Единый центр трудящихся в Бразилии, Нигерийский конгресс труда, Объединение немецких профсоюзов, Британский конгресс тред-юнионов, Всеобщая итальянская конфедерация труда, Японская конфедерация профсоюзов.
Согласно уставу Международной организации труда, представители наиболее влиятельных национальных профсоюзных центров могут назначаться на должность неправительственных делегатов от стран-участников МОТ. 